# Geografia Korei Północnej
Koreańska Republika Ludowo-Demokratyczna – położona jest w Azji Wschodniej w północnej części Półwyspu Koreańskiego. Graniczy z trzema krajami: od strony północnej z Chińską Republiką Ludową (długość granicy 1 416 km) wzdłuż rzeki Jalu oraz z Rosją (długość granicy 19 km) wzdłuż rzeki Tuman od strony południowej z Koreą Południową (długość granicy 238 km) wzdłuż równoleżnika 38°, tworzącego strefę zwaną Koreańską Strefą Zdemilitaryzowaną. Od strony zachodniej granicę wyznacza Morze Żółte i Zatoka Zachodniokoreańska a od strony wschodniej Morze Japońskie. Długość linii brzegowej wynosi 2 495 km.
Współrzędne geograficzne 40°00′ N 127°00′ E
Znajduje się w obrębie Masywu Chińsko-Koreańskiego, obejmującego północno-wschodnią część platformy chińskiej. Krystaliczne, prekambryjskie podłoże (gnejsy, łupki, marmury i amfibolity) pokryte jest miejscami skałami paleozoicznymi (kwarcyty, łupki). W czasie mezozoicznych ruchów górotwórczych oraz orogenezy alpejskiej rzeźba została odmłodzona. Powstał system pasm górskich, w większości o charakterze zrębowym.

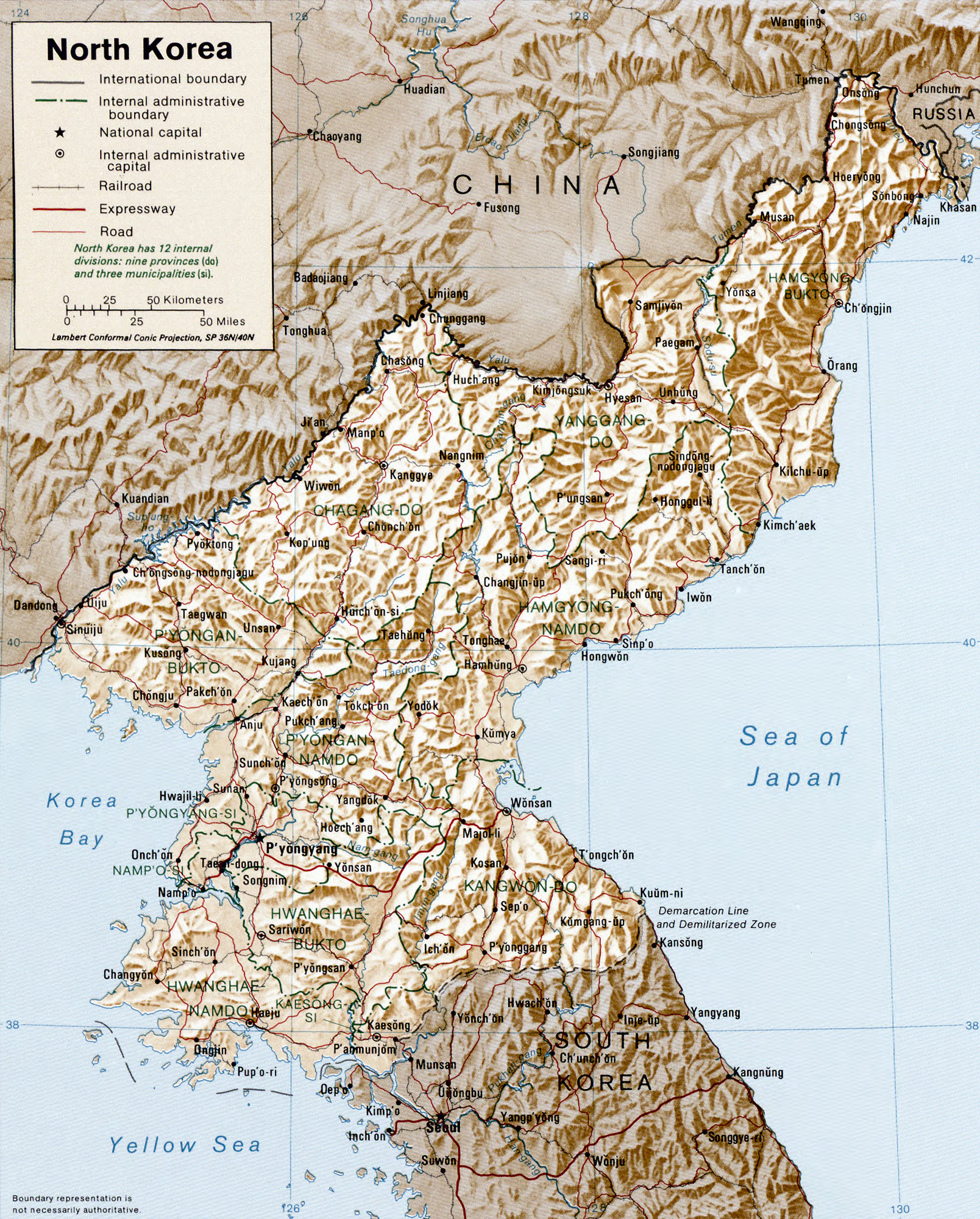
Mapa Korei Północnej

## Ukształtowanie terenu
Przeważają tereny wyżynno – górskie. Na północy rozciągają się Góry Północnokoreańskie zbudowane głównie z gnejsów i łupków. Dzielą się one na kilka oddzielnych pasm: Chŏgyuryŏng, Nangrim, Pujŏllyŏng, Hamgyŏng i przechodzą w Góry Wschodniomandżurskie (z najwyższym szczytem kraju – wygasłym wulkanem Pektu-san 2744 m n.p.m.). Ku południu i zachodowi góry przechodzą w płaskowyże (Kaema i Amnokański). Płaskowyże te pokryte są skałami wylewnymi będącymi efektem działań wulkanicznych w trzeciorzędzie. Wzdłuż wschodniego wybrzeża przebiegają Góry Wschodniokoreańskie z najwyższym pasmem granitowym, charakteryzującym się bogactwem form skalnych, zwanych Górami Diamentowymi (Piro-bong 1638 m n.p.m.). Góry Wschodniokoreańskie opadają łagodnie ku zachodowi i stopniowo przechodzą w pas nizin nadbrzeżnych położonych wzdłuż Morza Żółtego.
Linia brzegowa Korei nacechowana jest pewnymi różnicami jeśli chodzi o jej urozmaicenie. Wybrzeże wschodnie jest dość słabo urozmaicone, przeważnie wyrównane,  miejscami tylko występują szeroko otwarte zatoki jak np. Yŏnghŭng-man, czy Hamhŭng-man. Brzegi morskie są wysokie. Zachodnie wybrzeże jest o wiele bardziej urozmaicone niż wschodnie. Cechuje je duże rozczłonkowanie, wybrzeża typu riasowego, gdzie występują liczne półwyspy i zatoki (Taedong-man, Haeju-man), a także przybrzeżne wyspy.

## Klimat
Klimat jest umiarkowany z występującą latem porą deszczową. W okresie późnowiosennym występują susze często poprzedzane powodziami. Wczesną jesienią występują czasami tajfuny.
Znajdująca się między 38 i 43 równoleżnikiem półkuli północnej, Korea Północna posiada klimat kontynentalny z czterema porami roku. Zimy są długie i chłodne, przy wiatrach północnych i północno-zachodnich wiejących z Syberii występują burze śnieżne. Średnia wysoka temperatura w Pjongjangu w tym okresie wynosi -3 °C a najniższa -13 °C. Średnio podczas zimy jest 37 dni z opadami. Lato jest krótkie, gorące, wilgotne i deszczowe ze względu na południowe i południowo-wschodnie monsuny, które przynoszą wilgotne powietrze znad Oceanu Spokojnego. Średnie temperatury w sierpniu w Pjongjangu wynoszą od 20 do 29 °C. Około 60% opadów przypada na okres od czerwca do września. Przynajmniej raz w ciągu lata na półwyspie występuje tajfun. Wiosny i jesienie to pory przejściowe z łagodnymi temperaturami oraz zmiennymi wiatrami.

## Wody
Sieć rzeczna jest bardzo dobrze rozwinięta, cechuje się asymetrią. Większość rzek uchodzi do Morza Żółtego, spływając z gór ku zachodowi. Największe rzeki to: Amnok-gang (790 km), Ch’ŏngch’ŏn-gang, Nam-gang i Chaeryŏng-gang. Jedyną większą rzeką uchodzącą do Morza Japońskiego jest Tuman-gang (521 km). Znajduje się tu niewiele jezior naturalnych, natomiast liczne są źródła mineralne (w tym 52 cieplice).

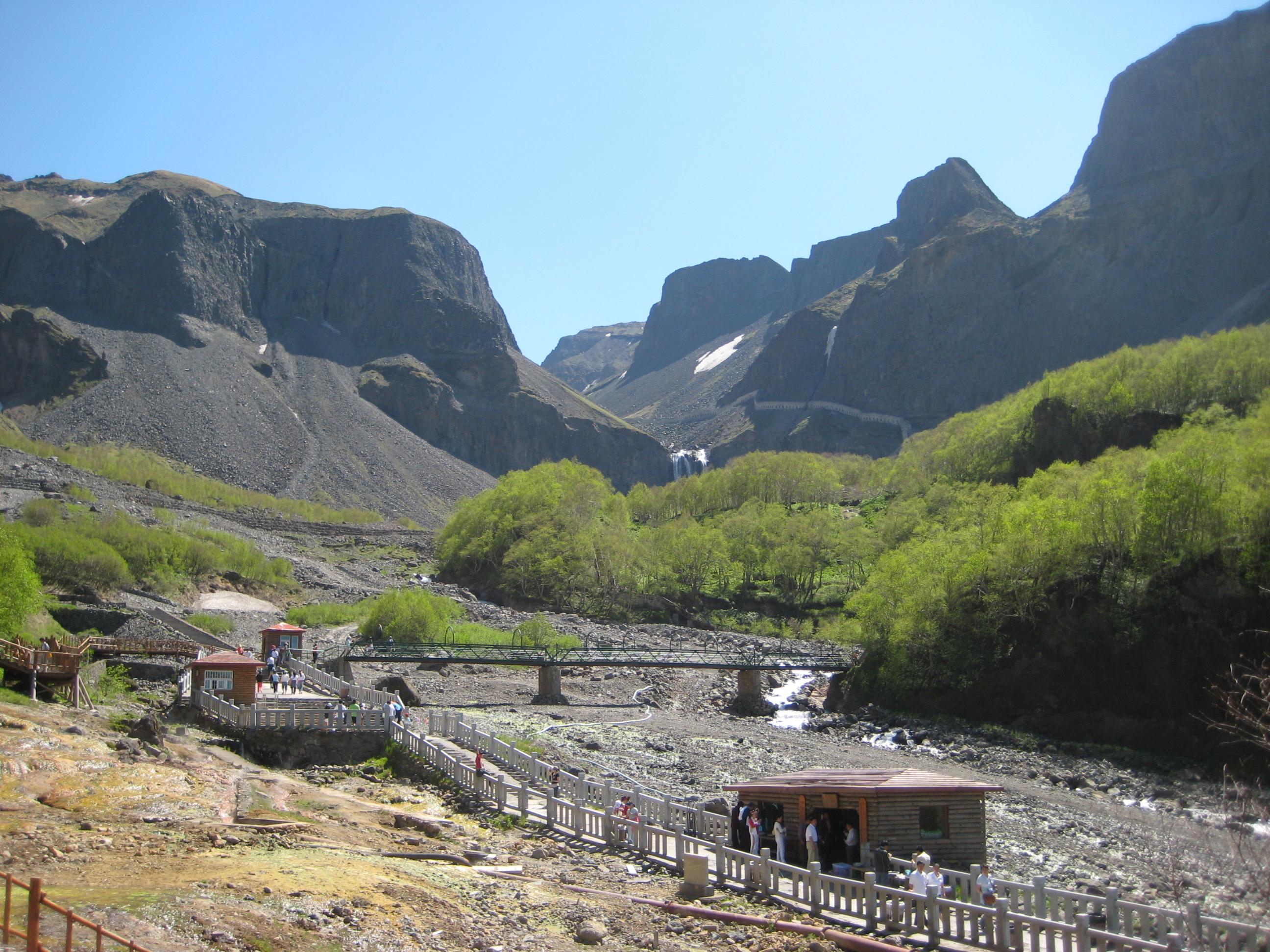
Obszary wulkaniczne w Korei Północnej

## Gleby
Centralna część kraju jest pokryta brunatnymi kambisolami, które cechują się dużą miąższością próchnicy. W górach występuje górska odmiana tychże gleb, a poza kambisolami, występują także litosole, a miejscami histosole. Doliny rzek zdominowane są przez fluwisole. Brzegi morskie są pokryte zasoloną warstwą glebową, na którą oddziaływają silne pływy morskie.

## Flora
Miejsca, które nie zostały przeobrażone przez działalność człowieka są pokryte w przeważającym stopniu lasami. Występują lasy mieszane, gdzie do głównych gatunków należą: lipa mandżurska, jesion, dąb, topola i sosna. Lasy te wraz ze wzrostem wysokości przechodzą w las iglasty, gdzie rosną głównie sosny koreańskie, modrzewie i jodły. Lasy w Korei Północnej zajmują znaczną powierzchnię, bo aż 61% powierzchni kraju. Obszary leżące powyżej 2 000 m n.p.m. są porośnięte łąkami alpejskimi. Naturalna szata roślinna wschodniego wybrzeża została znacznie przeobrażona przez działalność człowieka.

## Fauna
Świat zwierząt jest charakterystyczny dla Regionu Mandżurskiego. Obszary nienaruszone przez człowieka, reprezentują liczny skład gatunkowy zwierząt. Do głównych gatunków zwierząt należą: niedźwiedź himalajski żyjący w górskich lasach, tygrys syberyjski, jeleń wschodni i goral. Świat ptaków także jest bogaty, poza licznymi gatunkami ptaków śpiewających, licznie występują różne gatunki bażantów.

## Ochrona przyrody
Niewielka liczba informacji pochodząca z tego kraju uniemożliwia ocenę wpływu industrializacji i urbanizacji na środowisko. Ponieważ niewiele osób posiada prywatny samochód, wpływa to na ograniczanie zanieczyszczenia powietrza spalinami. W niewielkim stopniu wykorzystuje się paliwa kopalne.

## Surowce i zagospodarowanie przestrzeni
W Korei Północnej znajdują się następujące zasoby naturalne: węgiel, ropa naftowa, ołów, wolfram, cynk, grafit, magnezyt, rudy żelaza, miedzi, złota, piryt, sól, fluoryt i energia wodna.
Zagospodarowanie przestrzeni przedstawia się następująco:
- grunty orne: 14%
- uprawy stałe: 2%
- lasy: 60%
- inne: 23%[1].